# ۷۸۷ (قمری)
۷۸۷ (قمری)، هفتصد و هشتاد و هفتمین سال در گاهشماری هجری قمری است. اول محرم این سال برابر با بیستم فوریه سال ۱۳۸۵ میلادی است.